# Cinaedium
Cinaedium – rodzaj ptaków z rodziny pliszkowatych (Motacillidae).

## Zasięg występowania
Rodzaj obejmuje gatunki występujące w Afryce Subsaharyjskiej. 

## Morfologia
Długość ciała 17–18 cm; masa ciała 29–38 g. 

## Systematyka

### Etymologia
Cinaedium (rodzaj nijaki): gr. κιναιδιον kinaidion „nieznany ptak”, prawdopodobnie krętogłów, ale także utożsamiany z pliszką.

### Podział systematyczny
Do rodzaju należą następujące gatunki:
- Cinaedium lineiventre (Sundevall, 1850) – świergotek kreskowany
- Cinaedium crenatum (Finsch & Hartlaub, 1870) – świergotek natalski